# Дивне життя Тімоті Гріна
Дивне життя Тімоті Гріна (англ. The Odd Life of Timothy Green) — американський фантастичний комедійно-драматичний фільм 2012 року, написаний і знятий Пітером Геджесом за оповіданням Ахмета Заппи. У головних ролях: Дженніфер Гарнер, Джоел Еджертон, Дайан Віст, Сі Джей Адамс, Розмарі Девітт, Рон Лівінгстон, Девід Морс і Коммон. Фільм розповідає про чарівного хлопчика-підлітка, чия особистість і наївність мають глибокий вплив на людей у його містечку. Фільм був знятий компанією Walt Disney Pictures і вийшов на екрани 15 серпня 2012 року. Він отримав змішані відгуки критиків, заробив 55,3 мільйона доларів при бюджеті у 25 мільйонів доларів і мав скромні продажі квитків у свій дебютний вікенд. Гра Сі Джея Адамса принесла йому нагороду Young Artist Award за найкращу роль у повнометражному фільмі, а гра Одеї Раш була номінована на цю ж нагороду. Фільм «Дивне життя Тімоті Гріна» був випущений Walt Disney Studios Home Entertainment на Blu-ray та DVD 4 грудня 2012 року.

## Сюжет
Фільм розповідається від імені Сінді (Дженніфер Гарнер) і Джима Гріна (Джоел Еджертон), які розповідають про свій досвід спілкування з хлопчиком, на ім'я Тімоті (Сі Джей Адамс), намагаючись переконати агентство з усиновлення дозволити парі всиновити дитину.
Сінді, яка працює в міському місцевому музеї, і Джим, який працює на історичній фабриці олівців у місті, мешкають у вигаданому містечку Стенлівіль, яке вони самі називають «світовою столицею олівців». Лікарі повідомили Грінів, що вони не можуть завагітніти. Приголомшений цією новиною, Джим переконує Сінді вигадати їхню ідеальну дитину і написати її характеристики та життєві події на аркушах паперу для нотаток.
Подружжя поміщає записки в дерев'яну скриньку і ховає її в саду на задньому дворі. Після миттєвої грози, яка, здавалося б, торкнулася лише їхній дім, до їхнього будинку приходить десятирічний хлопчик, який називає Грінів своїми батьками. Знайшовши закопану ними скриньку розбитою на шматки навколо великої ями в землі, де вони її спочатку закопали, і хлопчика в будинку, вкритого багнюкою, вони розуміють, що хлопчик, названий Тімоті, насправді є втіленням усіх їхніх мрій про те, якою б мала бути їхня дитина. Гріни також виявляють, що Тімоті має дивовижну особливість: у нього на ногах росте листя, яке він може приховати, лише вдягнувши довгі шкарпетки.
Наступного дня на сімейному пікніку Тімоті знайомиться з членами його родини: Брендою Бест (Розмарі ДеВітт), пихатою сестрою Сінді, Джеймсом Гріном-старшим (Девід Морс), батьком Джима, який віддалився від нього, Мелом (Лоїс Сміт) і Бабом (Майкл Еммет Волш), тіткою і дядьком Сінді по батьковій лінії. Батьки відводять Тімоті до свого друга та міського ботаніка Реджі (Лін-Мануель Міранда), де вони дізнаються, що листя Тімоті не можна видалити.
Тімоті починає відвідувати школу, де він зустрічає Джоні Джером (Одея Раш), дівчиною, з якою стикається під час інциденту, пов'язаного з булінгом. Джим просить Тімоті протистояти кривдникам, і Тімоті запрошують на вечірку біля басейну на день народження. Там Джоні Джером намагається зняти шкарпетки, за що отримує удар ногою по голові від Тімоті, хоча згодом вони стають друзями. Тим часом міська олівцева фабрика, найбільший роботодавець у Стенліввіллі, починає звільняти своїх працівників. Тімоті переконує Сінді та Джима розробити прототип нового олівця, щоб зберегти бізнес з виробництва олівців життєздатним.
Невідомо для батьків, один з листочків Тімоті опадає щоразу, коли він виконує одну з якостей, перелічених на оригінальних папірцях. Зрештою, Тімоті відкриває Сінді та Джиму, що час його існування короткий і що він зрештою зникне. Під час чергової сильної грози він зникає з їхнього будинку, і все, що вони можуть знайти про нього — це купа паперових листків.
Зустріч Грінів з консультантом з усиновлення завершується тим, що Сінді представляє листа, який Тімоті залишив їм перед зникненням. У листі він пояснює їм, що він зробив з кожним зі своїх листочків, які впали, а також показує послідовність монтажу, що демонструє кожну людину, чийого життя торкнувся Тімоті. Через невизначений проміжок часу з'являється консультант з усиновлення, який під'їжджає до будинку Грінів у машині з маленькою дівчинкою, яка згодом стане донькою Грінів, Лілі.

## Акторський склад
| Актор            | Роль           |
| ---------------- | -------------- |
| Дженніфер Гарнер | Сінді Грін     |
| Джоел Еджертон   | Джим Грін      |
| Сі Джей Адамс    | Тімоті Грін    |
| Одея Раш         | Джоні Джером   |
| Девід Морс       | Дідусь Тімоті  |
| Даян Віст        | місіс Крудстаф |

## Історія створення
У червні 2009 року Пітер Хеджес підписав сценарій і режисуру фільму, що виникло на основі ідеї Ахмета Заппи через його продюсерську компанію Monsterfoot Productions. Цей фільм є одним із перших фільмів, створених Scott Sanders Productions після угоди зі студією Walt Disney Studios у 2007 році

## Саундтрек
Walt Disney Records випустив саундтрек Джеффа Занеллі 14 серпня 2012 року, за день до виходу фільму.

### Трек-лист
| #     | Назва                                               | Тривалість |
| ----- | --------------------------------------------------- | ---------- |
| 1.    | «You're Gonna Find It Hard to Believe»              | 1:22       |
| 2.    | «Life Goes On»                                      | 3:18       |
| 3.    | «That's Not Normal»                                 | 4:23       |
| 4.    | «Our Kid»                                           | 1:19       |
| 5.    | «...Now What?»                                      | 2:25       |
| 6.    | «Is He for Us?»                                     | 1:31       |
| 7.    | «Cherry on Top»                                     | 0:56       |
| 8.    | «I Can Only Get Better! (A Glass Half Full Person)» | 1:17       |
| 9.    | «Love and Be Loved»                                 | 2:43       |
| 10.   | «There's Something You Need to See»                 | 1:46       |
| 11.   | «Funny, Like Uncle Bob»                             | 2:06       |
| 12.   | «Why Not Make a New Kind of Pencil?»                | 2:20       |
| 13.   | «Nice Socks»                                        | 1:09       |
| 14.   | «Picasso with a Pencil»                             | 1:18       |
| 15.   | «Run the Other Way»                                 | 0:24       |
| 16.   | «This World They Created»                           | 1:09       |
| 17.   | «Think "Tree"»                                      | 1:45       |
| 18.   | «The Championship Game»                             | 1:47       |
| 19.   | «I'm with "0"»                                      | 1:42       |
| 20.   | «The Winning Goal»                                  | 1:24       |
| 21.   | «I Let Her Go»                                      | 1:22       |
| 22.   | «We Better Get Inside»                              | 2:25       |
| 23.   | «Never Give Up»                                     | 1:44       |
| 24.   | «So Much Is Possible»                               | 3:28       |
| 45:00 |                                                     |            |

## Відгуки
Фільм «Дивне життя Тімоті Ґріна» отримав змішані та негативні реакції. Агрегатор рецензій Rotten Tomatoes повідомляє, що 36 % із 132 критиків дали фільму позитивну оцінку, а середня оцінка становить 5,2/10, запропонувавши консенсус: «Задум хороший, але „Дивне життя Тімоті Ґріна“, зрештою, занадто нудотно сентиментальний і слабкий за сценарієм, щоб задовольнити всіх, окрім найменш вибагливих глядачів». Мері Полс з Time написала: «Це фільм про старі цінності, фільм з прагненнями Френка Капри . Але життя Тімоті, саме його концепція, створена Заппою та Хеджесом, безперечно, більше дивна, ніж чудова» Майкл Філліпс з Chicago Tribune високо оцінив режисуру та акторський склад фільму: «Це елегантна, мила постановка, знята (в Джорджії) оператором Джоном Толлом, і в ній багато цікавих акторів». Однак він висловив іншу думку щодо сценарію: «Ця історія про обдаровану дитину не бере за горло, оскільки вона займається своїми дивними справами». Роджер Еберт із Chicago Sun-Times був більш захопленим у своїй рецензії на 3½ зірки, назвавши фільм «теплою та прекрасною фантазією… про схожу на листівку ферму посеред нескінченних пагорбів, де завжди бабине літо», додавши, що «замість того, щоб бути простодушним, як у багатьох сімейних фільмах, він ставиться до персонажів з турботою і піклуванням».

### Касові збори
Фільм дебютував у прокаті 15 серпня з 2,3 мільйона доларів. За три дні він зібрав $7,6 млн, а за п'ять днів уїк-енду — $15 млн. У Північній Америці фільм зібрав 51,9 мільйона доларів.

### Розповсюдження
Дивне життя Тімоті Гріна було випущено Walt Disney Studios Home Entertainment на Blu-ray та DVD 4 грудня 2012 року.

### Нагороди
| Рік      | Нагорода      | Категорія                             | Одержувач     | Результат | Посилання |
| -------- | ------------- | ------------------------------------- | ------------- | --------- | --------- |
| 2013 рік | Молодий актор | Найкращий молодий актор до 10 років   | Сі Джей Адамс | Перемога  | [ 22 ]    |
| 2013 рік | Молодий актор | Найкраща молода акторка другого плану | Одея Раш      | Номінація | [ 22 ]    |